# Românești, Timiș
Românești (maghiara Rumunyest, iar din 1911 Bégabarlang) este un sat în comuna Tomești din județul Timiș, Banat, România. Se află în partea de est a județului, într-un culoar format de Bega și afluenții săi. Localitatea de astăzi include și fosta localitate Goizești, care în trecut era un sat separat.

### Istorie
Este menționat ca Romanesth în 1464, Romanıšt în 1554, Rumunest în 1696, apoi Romoniest, și în 1717 ca Rumunesche. A fost redenumită Bégabarlang în 1911, dar și-a recăpătat denumirea anterioară cu intervenția Ministerului de Interne. În 1514-1516 făcea parte din districtul Margina, cu 19 familii de iobagi. După căderea cetății Lipova, a făcut parte din Pașalâcul Timișoarei. 
În 1717 au fost numărate șase case, iar în 1776, la data recensământului Bisericii Ortodoxe, au fost 69.
În 1833 satul îi aparținea lui János Fábry. 
Până în 1968 a aparținut de comuna Curtea.

### Populație
În 1910, 681 din cei 712 locuitori ai săi erau români, 14 maghiari și 6 germani; 690 sunt ortodocși și 16 romano-catolici.
În 2002, 579 din cei 581 de locuitori ai săi erau români; 536 sunt ortodocși, 30 penticostali, 7 adventiști și 7 baptiști.

## Vezi și
- Biserica de lemn din Românești, Timiș

## Legături externe

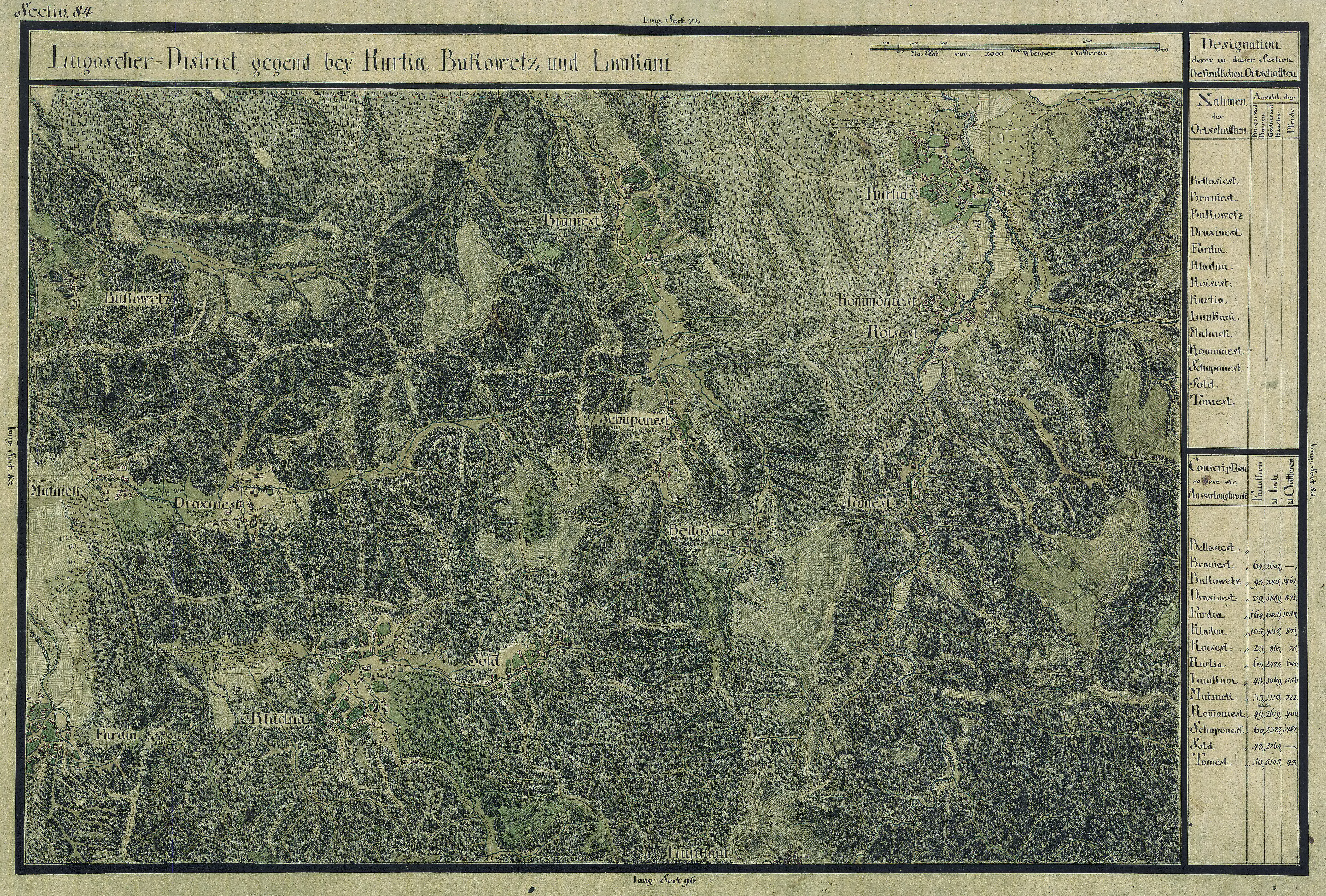
Românești în Harta Iosefină a Banatului, 1769-72